# Coupe du Japon de football 2019
Navigation
Édition précédente Édition suivante
La Coupe du Japon de football 2019 est la 99e édition de la Coupe du Japon, une compétition à élimination directe mettant aux prises des clubs de football amateurs et professionnels à travers le Japon. Elle est organisée par la Fédération japonaise de football (JFA). Le vainqueur de cette compétition se qualifie pour la Ligue des champions de l'AFC 2020, accompagné des trois meilleures équipes du championnat.

## Résultats

### Premier tour
| #  | Date        | Club                         | Résultat          | Club                               |
| -- | ----------- | ---------------------------- | ----------------- | ---------------------------------- |
| 1  | 26 mai 2019 | Blaublitz Akita              | 0 - 3             | Université Meiji                   |
| 2  | 25 mai 2019 | Honda Lock SC                | 5 - 1             | FC Tokushima                       |
| 3  | 25 mai 2019 | Tochigi City FC              | 0 - 2             | Vanraure Hachinohe                 |
| 4  | 26 mai 2019 | AC Nagano Parceiro           | 1 - 0             | Université de Niigata              |
| 5  | 25 mai 2019 | Matsue City FC               | 2 - 2 (tab 2 - 4) | Kamatamare Sanuki                  |
| 6  | 26 mai 2019 | Brio Becca Urayasu           | 0 - 1             | Université Hōsei                   |
| 7  | 25 mai 2019 | Fukui United FC              | 2 - 4             | Honda FC                           |
| 8  | 26 mai 2019 | Viatin Mie                   | 3 - 2             | Université du Kansai               |
| 9  | 26 mai 2019 | MD Nagasaki                  | 0 - 1             | Kochi United SC                    |
| 10 | 26 mai 2019 | Hokkaido University          | 0 - 2             | Université d'Ibaraki               |
| 11 | 26 mai 2019 | Nara Club                    | 1 - 2             | Université de Ritsumeikan          |
| 12 | 25 mai 2019 | Iwaki FC                     | 2 - 3             | Université de Sendai               |
| 13 | 26 mai 2019 | Université de Matsuyama      | 0 - 2             | Okinawa SV                         |
| 14 | 26 mai 2019 | SRC Hiroshima                | 1 - 2             | Université de Kara                 |
| 15 | 26 mai 2019 | Guinale Tottori              | 2 - 2 (tab 4 - 3) | Pacific Rim University             |
| 16 | 25 mai 2019 | Arterivo Wakayama            | 3 - 0             | Saga LIXIL FC                      |
| 17 | 26 mai 2019 | Gilavants Kitakyushu         | 6 - 0             | Université de Tokuyama             |
| 18 | 25 mai 2019 | Thespakusatsu Gunma          | 1 - 0             | Université internationale de Tokyo |
| 19 | 26 mai 2019 | Université Gifu Kyoritsu     | 2 - 4             | Université de Hokuriku             |
| 20 | 26 mai 2019 | Roasso Kumamoto              | 2 - 0             | Verspa Oita                        |
| 21 | 26 mai 2019 | Iwate Gruja Morioka          | 1 - 0             | Université de Yamanashi            |
| 22 | 25 mai 2019 | Université Kirikage Yokohama | 8 - 0             | Université de Yamagata             |
| 23 | 25 mai 2019 | MIO Biwako Shiga             | 0 - 2             | FC Osaka                           |
| 24 | 26 mai 2019 | Catale Toyama                | 2 - 0             | FC Kariya                          |

### Second tour
| #  | Date            | Club                       | Résultat          | Club                         |
| -- | --------------- | -------------------------- | ----------------- | ---------------------------- |
| 25 | 3 juillet 2019  | Kawasaki Frontale          | 1 - 0             | Université Meiji             |
| 26 | 3 juillet 2019  | JEF United Ichihara Chiba  | 0 - 3             | Fagiano Okayama              |
| 27 | 3 juillet 2019  | Júbilo Iwata               | 5 - 2             | Honda Lock SC                |
| 28 | 3 juillet 2019  | Yamamasa Matsumoto FC      | 2 - 3             | Vanraure Hachinohe           |
| 29 | 3 juillet 2019  | Shimizu S-Pulse            | 1 - 0             | AC Nagano Parceiro           |
| 30 | 3 juillet 2019  | Avispa Fukuoka             | 2 - 1             | Kagoshima United FC          |
| 31 | 3 juillet 2019  | Gamba Osaka                | 7 - 1             | Kamatamare Sanuki            |
| 32 | 10 juillet 2019 | Tokyo Verdy                | 0 - 2             | Université Hōsei             |
| 33 | 3 juillet 2019  | Hokkaido Consadole Sapporo | 2 - 4             | Honda FC                     |
| 34 | 3 juillet 2019  | Tokushima Vortis           | 0 - 0 (tab 5 - 3) | Ehime FC                     |
| 35 | 3 juillet 2019  | Shonan Bellmare            | 0 - 4             | Viatin Mie                   |
| 36 | 3 juillet 2019  | V. Varren Nagasaki         | 2 - 1             | Kochi United SC              |
| 37 | 3 juillet 2019  | Urawa Red Diamonds         | 2 - 1             | Université d'Ibaraki         |
| 38 | 3 juillet 2019  | Mito HollyHock             | 1 - 0             | Kyoto Sanga FC               |
| 39 | 3 juillet 2019  | Yokohama F. Marinos        | 2 - 1             | Université de Ritsumeikan    |
| 40 | 10 juillet 2019 | Yokohama FC                | 2 - 1             | Université de Sendai         |
| 41 | 3 juillet 2019  | Sanfrecce Hiroshima        | 4 - 0             | Okinawa SV                   |
| 42 | 3 juillet 2019  | Zuegen Kanazawa            | 1 - 0             | Albirex Niigata              |
| 43 | 3 juillet 2019  | Nagoya Grampus             | 0 - 3             | Université de Kara           |
| 44 | 3 juillet 2019  | Oita Trinita               | 4 - 1             | Guinale Tottori              |
| 45 | 10 juillet 2019 | Cerezo Osaka               | 3 - 1             | Arterivo Wakayama            |
| 46 | 3 juillet 2019  | Renofa Yamaguchi FC        | 2 - 1             | FC Ryūkyū                    |
| 47 | 3 juillet 2019  | Vissel Kobe                | 4 - 0             | Gilavants Kitakyushu         |
| 48 | 3 juillet 2019  | Omiya Ardilla              | 2 - 1             | Thespakusatsu Gunma          |
| 49 | 3 juillet 2019  | Kashima Antlers            | 3 - 1             | Université de Hokuriku       |
| 50 | 3 juillet 2019  | Montedio Yamagata          | 1 - 2             | Tochigi SC                   |
| 51 | 3 juillet 2019  | Sagan Tosu                 | 1 - 1 (tab 4 - 3) | Roasso Kumamoto              |
| 52 | 3 juillet 2019  | Kashiwa Reysol             | 4 - 0             | Iwate Gruja Morioka          |
| 53 | 3 juillet 2019  | FC Tokyo                   | 1 - 0             | Université Kirikage Yokohama |
| 54 | 3 juillet 2019  | Ventforet Kōfu             | 2 - 2 (tab 4 - 2) | FC Gifu                      |
| 55 | 3 juillet 2019  | Vegalta Sendai             | 4 - 1             | FC Osaka                     |
| 56 | 3 juillet 2019  | FC Machida Zelvia          | 0 - 1             | Catale Toyama                |

### Troisième tour
| #  | Date         | Club                | Résultat          | Club                |
| -- | ------------ | ------------------- | ----------------- | ------------------- |
| 57 | 14 août 2019 | Kawasaki Frontale   | 2 - 1             | Fagiano Okayama     |
| 58 | 14 août 2019 | Júbilo Iwata        | 6 - 0             | Vanraure Hachinohe  |
| 59 | 14 août 2019 | Shimizu S-Pulse     | 1 - 0             | Avispa Fukuoka      |
| 60 | 14 août 2019 | Gamba Osaka         | 0 - 2             | Université Hōsei    |
| 61 | 14 août 2019 | Honda FC            | 2 - 0             | Tokushima Vortis    |
| 62 | 14 août 2019 | Viatin Mie          | 2 - 2 (tab 4 - 5) | V. Varren Nagasaki  |
| 63 | 14 août 2019 | Urawa Red Diamonds  | 2 - 1             | Mito HollyHock      |
| 64 | 14 août 2019 | Yokohama F. Marinos | 2 - 1             | Yokohama FC         |
| 65 | 14 août 2019 | Sanfrecce Hiroshima | 2 - 1             | Zuegen Kanazawa     |
| 66 | 14 août 2019 | Université de Kara  | 1 - 2             | Oita Trinita        |
| 67 | 14 août 2019 | Cerezo Osaka        | 3 - 0             | Renofa Yamaguchi FC |
| 68 | 14 août 2019 | Vissel Kobe         | 4 - 0             | Omiya Ardilla       |
| 69 | 14 août 2019 | Kashima Antlers     | 4 - 0             | Tochigi SC          |
| 70 | 14 août 2019 | Sagan Tosu          | 1 - 0             | Kashiwa Reysol      |
| 71 | 14 août 2019 | FC Tokyo            | 0 - 1             | Ventforet Kōfu      |
| 72 | 14 août 2019 | Vegalta Sendai      | 1 - 0             | Catale Toyama       |

### Quatrième tour
| #  | Date              | Club                | Résultat           | Club                |
| -- | ----------------- | ------------------- | ------------------ | ------------------- |
| 73 | 18 septembre 2019 | Vissel Kobe         | 3 - 2              | Kawasaki Frontale   |
| 74 | 18 septembre 2019 | Sanfrecce Hiroshima | 1 - 1 (tab 9 - 10) | Oita Trinita        |
| 75 | 18 septembre 2019 | Sagan Tosu          | 4 - 2              | Cerezo Osaka        |
| 76 | 18 septembre 2019 | Júbilo Iwata        | 1 - 1 (tab 3 - 4)  | Shimizu S-Pulse     |
| 77 | 25 septembre 2019 | Kashima Antlers     | 4 - 1              | Yokohama F. Marinos |
| 78 | 25 septembre 2019 | Urawa Red Diamonds  | 0 - 2              | Honda FC            |
| 79 | 18 septembre 2019 | V. Varren Nagasaki  | 2 - 1              | Vegalta Sendai      |
| 80 | 18 septembre 2019 | Ventforet Kōfu      | 2 - 1              | Université Hōsei    |

### Quarts de finale
| #  | Date            | Club               | Résultat | Club            |
| -- | --------------- | ------------------ | -------- | --------------- |
| 81 | 23 octobre 2019 | Vissel Kobe        | 1 - 0    | Oita Trinita    |
| 82 | 23 octobre 2019 | Sagan Tosu         | 0 - 1    | Shimizu S-Pulse |
| 83 | 23 octobre 2019 | Kashima Antlers    | 1 - 0    | Honda FC        |
| 84 | 23 octobre 2019 | V. Varren Nagasaki | 2 - 1    | Ventforet Kōfu  |

### Demi-finales
| #  | Date             | Club            | Résultat | Club               |
| -- | ---------------- | --------------- | -------- | ------------------ |
| 85 | 21 décembre 2019 | Vissel Kobe     | 3 - 1    | Shimizu S-Pulse    |
| 86 | 21 décembre 2019 | Kashima Antlers | 3 - 2    | V. Varren Nagasaki |

### Finale
| #  | Date             | Club        | Résultat | Club            | Stade                            |
| -- | ---------------- | ----------- | -------- | --------------- | -------------------------------- |
| 87 | 1er janvier 2020 | Vissel Kobe | 2 - 0    | Kashima Antlers | Nouveau stade olympique national |